# 오이시촌 (미에현)
오이시촌(大石村)은 미에현 이난군에 있던 촌이다. 현재의 마쓰사카시의 중부에 해당한다.

## 역사
- 1889년 4월 1일 - 정촌제 시행에 의해 이타카군 오이시촌이 성립하였다.
- 1896년 4월 1일 - 군제 시행에 의해 이난군으로 변경되었다.
- 1955년 4월 1일 - 마쓰사카시에 편입해, 동일 오이시촌은 폐지되었다.

## 교통

### 철도
- 미에교통
  - 마쓰사카선

### 도로
- 국도 제166호선

## 참고문헌
- 松阪市史編さん委員会 編『松阪市史 第十六巻 史料篇 現代』蒼人社、1984年1月20日、528p.
- 三重大学教育学部地理学研究室 編『三重地理学会報 第36号 三重県多気郡勢和村調査報告』三重地理学会、1985年3月25日、234p.
- 가도카와 일본 지명 대사전 24 三重県